# Fall for Me
Fall for Me ist ein deutscher Spielfilm aus dem Jahr 2025 unter der Regie von Sherry Hormann nach einem Drehbuch von Stefanie Sycholt mit Svenja Jung, Theo Trebs und Tijan Marei. Die Veröffentlichung des Erotik-Thrillers ist für den 21. August 2025 auf Netflix vorgesehen.

## Handlung
Lilli reist nach Mallorca, um ihre kleine Schwester Valeria zu besuchen. Dort erfährt sie von Valeria, dass sie mit Franzosen Manu verlobt ist und mit ihm in ein B&B investieren möchte.
Nachdem Lilli misstrauisch ist, versucht sie mehr über Manu in Erfahrung zu bringen. Bei ihren Nachforschungen lernt sie den deutschen Nachtclub-Manager Tom kennen, mit dem sie eine Affäre beginnt.

## Produktion und Hintergrund
Die Dreharbeiten fanden an 36 Drehtagen vom 17. Mai bis zum 5. Juli 2024 auf Mallorca statt. Der Film wurde von Wiedemann & Berg Television produziert, als Produzenten fungierten Max Wiedemann, Quirin Berg und Christina Henne.
Die Kamera führte Marc Achenbach, das Casting verantwortete Peti Misaila, die Musik schrieb Martin Todsharow. Das Kostümbild gestaltete Natascha Curtius-Berger, das Szenenbild Alexandra Pilhatsch und das Maskenbild Annett Schulze und Kerstin Gaecklein. Als Intimitätskoordinator fungierte Florian Federl.
Drehbuchautorin Stefanie Sycholt schrieb zuvor auch das Drehbuch zu dem 2024 auf Prime Video veröffentlichten Erotikthriller Un/Dressed. Wiedemann & Berg produzierte zuvor für Netflix unter anderem die Serien Dark und Crooks.

## Rezeption
Andreas Fischer meinte auf prisma.de, dass der Film schöne Bilder zeige, aber wenig Substanz biete. Die dramatischen Elemente im Drehbuch würden verpuffen und hochkarätig besetzte Nebenfiguren würden den Film nicht herausreißen.
Thomas Schultze dagegen bezeichnete den Thriller auf the-spot-mediafilm.com als unheimlich gut gemacht, immer auf maximale Wirkung angelegt und souverän inszeniert.